# New Directions Publishing
New Directions Publishing Corp. este o editură independentă de carte, care a fost fondată în 1936 de către James Laughlin și a devenit corporație publică în 1964. Birourile ei sunt situate pe 80 Eighth Avenue, în New York.

## Istoric
New Directions a fost fondată în 1936 la sfatul lui Ezra Pound adresat tânărului James Laughlin, care era pe atunci student la Universitatea Harvard, de a „face ceva util” după ce își va termina studiile la Harvard. Primele proiecte ale editurii New Directions au fost antologii ale unor scrieri noi, intitulate fiecare New Directions in Poetry and Prose (până în 1966 - NDPP 19). Primii scriitori care au fost incluși în aceste antologii au fost Dylan Thomas, Marianne Moore, Wallace Stevens, Thomas Merton, Denise Levertov, James Agee și Lawrence Ferlinghetti.
New Directions și-a extins mai târziu domeniul literar, incluzând toate genurile de scrieri, nu numai ale autorilor americani, dar și o cantitate considerabilă de literatură tradusă a unor autori moderniști din întreaga lume. New Directions a publicat, de asemenea, primele opere ale mai multor scriitori, inclusiv Ezra Pound și William Carlos Williams, iar Tennessee Williams a fost publicat ca poet pentru prima dată într-o colecție de poezie editată de New Directions.
Alte importante întreprinderi includ colecțiile New Classics și Modern Readers, care au reeditat cărți recente cu ediții epuizate. Printre aceste reeditări se află lucrări ca Exiles și Stephen Hero de James Joyce și Marele Gatsby de F. Scott Fitzgerald.

### Președinți
- James Laughlin
- Griselda Ohannessian
- Peggy Fox
- Barbara Epler

### Premii
În 1977, New Directions a obținut Premiul Carey Thomas pentru publicarea de literatură experimentală. Autorii publicați de New Directions au câștigat numeroase premii naționale și internaționale, inclusiv:

#### Premiul Nobel[4]
- Tomas Tranströmer, 2011
- Octavio Paz, 1990
- Camilo José Cela, 1989
- Elias Canetti, 1981
- Eugenio Montale, 1975
- Pablo Neruda, 1971
- Yasunari Kawabata, 1968
- Jean-Paul Sartre, În 1964
- Saint-John Perse, 1960
- Boris Pasternak, 1958
- Andre Gide, 1947
- Hermann Hesse, 1946
- Frédéric Mistral, 1904

#### Premiul Pulitzer[5]
- Hilton Als, 2017
- Gary Snyder, 1975
- George Oppen, 1969
- Richard Eberhart, 1966
- William Carlos Williams, 1963
- Tennessee Williams, 1948, 1955
- Robert Penn Warren, 1947, 1958, 1979

#### National Book Award
- Nathaniel Mackey, 2006

#### MacArthur Foundation Fellowship[6]
- Peter Cole, 2007
- Lydia Davis, 2003
- Anne Carson, 2000
- Guy Davenport, 1990
- Allen Grossman, 1989
- Walter Abiș, 1987

#### PEN/Faulkner Award for Fiction[7]
- Toby Olson, 1983

#### Premiul Goncourt
- Mathias Énard, 2015
- Eugène Guillevic, 1988
- Emile Ajar, 1975
- Romain Gary, 1956

#### Man Booker International Prize
- Laszlo Krasznahorkai / George Szirtes și Ottilie Mulzet, 2015

#### Premiul pentru ficțiune străină independentă
- Jenny Erpenbeck / Susan Bernofsky, 2015

#### Premiul de poezie Lenore Marshall[8]
- Denise Levertov, 1976

#### Premiul Bollingen pentru poezie americană[9]
- Nathaniel Mackey, 2015
- Susan Howe, 2011
- Allen Grossman, 2009
- Robert Creeley, 1999
- Gary Snyder, 1997
- Robert Penn Warren, 1967
- Robert Fitzgerald, 1961
- Delmore Schwartz, 1960
- Ezra Pound, 1948

#### Medalia Robert Frost
- Susan Howe, 2017
- Kamau Brathwaite, 2015
- Lawrence Ferlinghetti, 2003
- Denise Levertov, 1999
- James Laughlin, 1999
- Robert Creeley, 1987

#### Premiul Vilenice Kristal pentru poezie internațională[10]
- Luljeta Lleshanaku, 2009

## Proiecte curente
Accentul actual al editurii New Directions este pe trei linii: descoperirea și prezentarea scriitorilor internaționali contemporani publicului cititor din SUA; publicarea de poezie și proză experimentală americană și retipărirea titlurilor clasice ale New Directions în noi ediții.

### Autori
New Directions a fost primul editor american al unor autori notabili precum Vladimir Nabokov, Jorge Luis Borges și Henry Miller. Astăzi, printre autorii publicați se numără:
Literatura americană
| - Walter Abish - Will Alexander - John Allman - Sherwood Anderson - Wayne Andrews - David Antin - Paul Auster - Jimmy Santiago Baca - Djuna Barnes - Lee Bartlett - Kay Boyle - William Bronk - Frederick Busch - Hayden Carruth - Tom Clark - Peter Cole - Cid Corman | - Gregory Corso - Robert Creeley - Guy Davenport - Edward Dahlberg - Helen DeWitt - Debra Di Blasi - H.D. - Coleman Dowell - Robert Duncan - Richard Eberhart - William Everson - Lawrence Ferlinghetti - Thalia Field - F. Scott Fitzgerald - Robert Fitzgerald - Forrest Gander - John Gardner | - Allen Grossman - John Hawkes - David Hinton - Susan Howe - Henry James - Robinson Jeffers - Mary Karr - Bob Kaufman - Alvin Levin - Denise Levertov - Nathaniel Mackey - Bernadette Mayer - Carole Maso - Michael McClure - Thomas Merton - Joyce Carol Oates - Charles Olson | - Toby Olson - George Oppen - Michael Palmer - Kenneth Patchen - Ezra Pound - Kenneth Rexroth - William Saroyan - Delmore Schwartz - Frederic Tuten - Rosmarie Waldrop - Robert Penn Warren - Eliot Weinberger - Nathanael West - Tennessee Williams - William Carlos Williams - Louis Zukofsky |

Literatura din America Centrală, America de Sud și Caraibe
| - César Aira (Argentina) - Martín Adán (Peru) - Homero Aridjis (Mexic) - Roberto Bolaño (Chile) - Jorge Luis Borges (Argentina) - Kamau Brathwaite (Caraibe) | - Coral Bracho (Mexic) - Ernesto Cardenal (Nicaragua) - Adolfo Bioy Casares (Argentina) - Horacio Castellanos Moya (El Salvador) - Julio Cortázar (Argentina) - Felisberto Hernández (Uruguay) | - Vicente Huidobro (Chile) - Enrique Lihn (Chile) - Clarice Lispector (Brazil) - Pablo Neruda (Chile) - Nicanor Parra (Chile) - Octavio Paz (Mexic) | - René Philoctète (Haiti) - Rodrigo Rey Rosa (Guatemala) - Guillermo Rosales (Cuba) - Evelio Rosero (Colombia) - Luís Fernando Veríssimo (Brazil) |

Literatura britanică, canadiană și australiană
| - Valentine Ackland - H. E. Bates - Martin Bax - Carmel Bird - Sir Thomas Browne - Edwin Brock - Christine Brooke-Rose - Basil Bunting - Elias Canetti - Anne Carson - Joyce Cary | - Douglas Cleverdon - Maurice Collis - William Empson - Caradoc Evans - Gavin Ewart - Ronald Firbank - Henry Green - Christopher Isherwood - James Joyce - B. S. Johnson - D. H. Lawrence | - Hugh MacDiarmid - Wilfred Owen - Caradog Prichard - Herbert Read - Peter Dale Scott - C. H. Sisson - Stevie Smith - Muriel Spark - Dylan Thomas - Charles Tomlinson |

Literatura europeană
| - Germano Almeida (Capul Verde) - Corrado Alvaro (Italia) - Alfred Andersch (Germania) - Guillaume Apollinaire (Franța) - Gennadiy Aygi (Rusia) - Honoré de Balzac (Franța) - Jacques Barzun (Franța) - Charles Baudelaire (Franța) - Gottfried Benn (Germania) - Nina Berberova (Rusia) - Giuseppe Berto (Italia) - Johannes Bobrowski (Germania) - Wolfgang Borchert (Germania) - Johan Borgen (Norvegia) - Alain Bosquet (France) - Mihail Bulgakov (Rusia) - Louis-Ferdinand Céline (Franța) - Blaise Cendrars (Elveția) - René Char (Franța) - Inger Christensen (Danemarca) - Jean Cocteau (Franța) - Alain Daniélou (Franța) | - Tibor Déry (Ungaria) - Eugénio de Andrade (Portugalia) - Pierre Choderlos de Laclos (Franța) - Madame de La Fayette (Franța) - Eça de Queiroz (Portugalia) - Giuseppe Tomasi di Lampedusa (Italia) - Édouard Dujardin (Franța) - Jenny Erpenbeck (Germania) - Hans Faverey (Țările de Jos) - Gustave Flaubert (Franța) - Romain Gary (Franța) - Wilhelm Genazino (Germania) - William Gerhardie (Rusia) - Goethe (Germania) - Nikolai Gogol (Rusia) - Martin Grzimek (Germania) - Henri Guigonnat (Franța) - Eugène Guillevic (Franța) - Lars Gustafsson (Suedia) - Knut Hamsun (Norvegia) - Hermann Hesse (Germania) | - Alfred Jarry (Franța) - Franz Kafka (Germania/Cehia) - Heinrich von Kleist (Germania) - Alexander Kluge (Germania) - László Krasznahorkai (Ungaria) - Dezső Kosztolányi (Ungaria) - Miroslav Krleža (Iugoslavia) - Siegfried Lenz (Germania) - Luljeta Lleshanaku (Albania) - Federico García Lorca (Spania) - Stéphane Mallarmé (Franța) - Javier Marías (Spania) - Henri Michaux (France) - Frédéric Mistral (Franța) - Eugenio Montale (Italia) - Vladimir Nabokov (Rusia) - Boris Pasternak (Rusia) - Victor Pelevin (Rusia) - Saint-John Perse (Franța) - Raymond Queneau (Franța) - Rainer Maria Rilke (Germania) - Arthur Rimbaud (Franța) | - Joseph Roth (Austria) - W. G. Sebald (Germania) - Jean-Paul Sartre (Franța) - Stendhal (Franța) - Antonio Tabucchi (Italia) - Yoko Tawada (Japonia/Germania) - Uwe Timm (Germania) - Leonid Tsypkin (Rusia) - Tomas Tranströmer (Suedia) - Dubravka Ugrešić (Iugoslavia) - Paul Valéry (Franța) - Enrique Vila-Matas (Spania) - Elio Vittorini (Italia) - Robert Walser (Elveția) - Zinovy Zinik (Rusia) |

Literatura chineză și japoneză
| - Ah Cheng (China) - Gu Cheng (China) - Bei Dao (China) - Osamu Dazai (Japonia) - Shūsaku Endō (Japonia) - Tu Fu (China) | - Taeko Kono (Japonia) - Yukio Mishima (Japonia) - Teru Miyamoto (Japonia) - Li Po (China) - Li Qingzhao (China) - Ihara Saikaku (Japonia) | - Kazuko Shiraishi (Japonia) - Yoko Tawada (Japonia/Germania) - Yūko Tsushima (Japonia) - Wang Anyi (China) - Wang Wei (China) - Tian Wen (China) | - Mu Xin (China) - Can Xue (China) - Qian Zhongshu (China) |

Literatura indiană și din Orientul Mijlociu
| - Ilango Adigal (India) - Ahmed Ali (Pakistan) - Buddha - Albert Cossery (Egipt) | - Yoel Hoffmann (Israel) - Qurratulain Hyder (India) - Abdelfattah Kilito (Maroc) - Dunya Mikhail (Irak) | - Raja Rao (India) - Aharon Shabtai (Israel) |

## Bestselleruri
- Labyrinths, Jorge Luis Borges
- A Coney Island of the Mind, Lawrence Ferlinghetti
- Siddhartha, Hermann Hesse
- Christie Malry's Own Double-Entry, B. S. Johnson
- Selected Poems, Denise Levertov
- The Air-Conditioned Nightmare, Henry Miller
- Nausea, Jean-Paul Sartre
- Turtle Island, Gary Snyder
- Miss Lonelyhearts & The Day of the Locust, Nathanael West
- The Glass Menagerie, Tennessee Williams
- Selected Poems, William Carlos Williams
- The Cantos, Ezra Pound